# Dyschoriste pseuderecta
Dyschoriste pseuderecta är en akantusväxtart som beskrevs av Gottfried Wilhelm Johannes Mildbraed. Dyschoriste pseuderecta ingår i släktet Dyschoriste och familjen akantusväxter. Inga underarter finns listade i Catalogue of Life.